# 小行星2090
小行星2090（2090 Mizuho）是一颗围绕太阳公转的小行星。1978年3月12日，浦田武在清水町发现了此天体。
該小行星以浦田武的女兒瑞穗命名。
这颗小行星的绝对星等为338.21878等。